# Santuario della Madonna delle Grazie (Chiusdino)
Il santuario della Madonna delle Grazie è un edificio sacro che si trova nella località omonima a Chiusdino.

## Storia e descrizione
Le prime testimonianze di un oratorio destinato alla devozione mariana risalgono al Trecento, anche se il santuario acquisì il suo aspetto attuale fra la fine del Cinquecento e l'inizio del Seicento.
La tradizione narra che la sua origine sia dovuta all'apparizione della Madonna ad una bambina che da un podere vicino era salita a Chiusdino per chiedere l'elemosina: la Madonna le avrebbe fatto trovare pane, farina e formaggio nella madia. Sul luogo dell'apparizione venne costruita una primitiva cappella il cui titolo, "Santa Maria del Bosco", è ricordato negli statuti della Comunità di Chiusdino del 1483.
Durante la Guerra di Siena, nel 1555, l'oratorio fu danneggiato ed abbandonato ed è certo che nel 1564, la comunità di Chiusdino ne deliberasse il restauro. La tradizione narra che gli operai che stavano lavorando al ripristino dell'edificio, avrebbero udito una voce che intimava loro: "Fermi, qui c'è Maria!", quindi sull'intonaco sarebbe apparsa un'immagine della Madonna col Bambino dipinta a monocromo e sanguinante perché offesa da alcuni colpi di martello. A seguito di ciò fu costruito un nuovo santuario, sotto la direzione di Ansano Guiducci e grazie alla munificenza della nobile famiglia Fracassi, che fu terminato nel 1615. L'immagine, ritenuta acheropita, fu collocata sull'altare, all'interno di una finestrella cieca, al centro di una complessa inquadratura architettonica, un'ancona lignea, nella quale erano dipinti San Michele Arcangelo, San Vincenzo e San Galgano. L'attuale altare, fastoso, in stucco bianco decorato in oro, risale al 1722 e fu fatto costruire dal pievano don Giovanni Galgano Venturi in sostituzione del precedente.
Nel 1960 il prevosto don Pietro Turillazzi, fece sostituire l'immagine miracolosa, ormai pressoché illeggibile per il degrado ed a causa di maldestri restauri, con una nuova immagine graffita su marmo.
La forte e profonda devozione che circondava, e tuttora circonda, la Madonna è percepibile negli ex voto che riempiono le pareti del presbiterio: i più antichi riproducono figure di donne genuflesse e di bambini in fasce in lamina d'argento e parti del corpo umano, per lo più occhi.
La festa della Madonna delle Grazie di Chiusdino si celebra, con grande concorso dei fedeli, il 3 settembre di ogni anno.